# Stefan Marković
Stefan Marković (nacido el 24 de abril de 1988 en Belgrado, Serbia) es un jugador de baloncesto serbio que puede jugar en las posiciones de base y escolta. Actualmente forma parte de la plantilla del Estrella Roja de la ABA Liga, y es internacional absoluto por Serbia.

## Biografía
De padre serbio y madre australiana, es un base alto para su posición (pasa holgadamente el 1.90) Markovic ha formado parte de la selección de Serbia durante 9 años, conquistando una medalla de plata en cada uno de los torneos importantes que se disputan cada verano (Juegos Olímpicos, Mundial y Eurobasket). Con 29 años, después de la plata en los Juegos Olímpicos de Río 2016, decidió retirarse de la selección serbia.
En dicha selección, Markovic compartió la posición de base con un jugador ya consagrado en la elite europea como es Miloš Teodosić. Sin embargo, su altura y la polivalencia de ambos les permitieron compaginar las dos posiciones en el campo, lo que facilitó tener a los dos jugadores en la pista en algunos tramos de los partidos alternando el base y el escolta.
Su buena visión de juego viene reflejada en las asistencias, no en vano, en la temporada 2010-11 fue el tercer mejor asistente de media en la Eurocup, que disputó en las filas de la Benetton con 4.88 asistencias por partido, sólo superado por Dontaye Draper (Cedevita) o Marko Popovic (Unics).

## Una trayectoria ascendente
Criado en las categorías inferiores del Atlas Novi Beograd (Belgrado) con el que llega a las semifinales de la Copa en la temporada 2004-05, ha sido Internacional en las categorías inferiores de Serbia y Montenegro, con las que consiguió éxitos como la medalla de oro en el Europeo Sub-16 de 2004 o la medalla de oro en el Mundial Sub-19 de 2007.
Su trayectoria le valió saltar al profesionalismo en la temporada 2006-07 con 18 años, firmando con Hemofarm Vrsac, donde jugaría las siguientes cuatro campañas y donde llegaría con Milan Mačvan.
Su progresión le lleva a la selección absoluta de Serbia, con la que conquista la Medalla de Plata en el Eurobasket de 2009 en Polonia y las semifinales en el Mundobasket de Turquía en 2010
En verano de 2010 ficha por la Benetton Treviso, donde llega a un conjunto plagado de jóvenes talentos como el lituano Donatas Motiejūnas o Alessandro Gentile. En esta temporada alcanza la final four de la Eurocup, aunque cae en semifinales ante Cajasol. En verano de 2011 ficha por el Valencia Basket, equipo en el que militó durante dos años. Su siguiente equipo sería el Banvit Bandirma, jugando únicamente un año en el equipo turco.
En verano de 2014 ficha por el Unicaja Málaga. Después de dos años en Málaga, para la temporada 2016-17 ficha por el BC Zenit San Petersburgo de Rusia.
El 9 de noviembre de 2021, firma por el Estrella Roja de la ABA Liga.